# Селдовия (Аляска)
Селдовия (алютик Angagkitaqnuuq) — город в Кенай боро штата Аляска (США), в заливе Качемак, юго-западнее Хомера. Единственным путём коммуникаций с внешним миром из-за отсутствия транспортной системы является воздушный или речной транспорт. 1/4 населения составляют коренные жители Аляски — алеуты и алутиик, танаина.

## Название
Русский капитан дал заливу название Сельдевой из-за шумного наплыва сельди, которая в больших количествах обитала здесь вплоть до XX века.

## История
В 1788 году на территории современного города Селдовия по поручению директора Российско-Американской компании грека Евстратия Ивановича Деларова установлена российская меховая станция Александровская. До 1800-х годов в Селдовии отмечено малое число поселений. Первую православную церковь (Св. Николая) здесь построили в 1820 году на месте древней деревушки инуитов.
Селдовия была важным перевалочным пунктом и портом до налаживания дорожной системы Аляски. В прежние времена население исчислялось более 2000 жителей, но сегодня составляет менее 300 человек.
Среди других прибрежных поселений на берегу Кука город выделяется частыми проливными дождями. До 1964 года уровень воды в заливе Кука поднимался или опускался на 8 метров каждые 6 часов. После землетрясения в 9,2 балла 27 марта 1964 года часть суши опустилась на 1,83 м. Это повлекло приливы высотой 10 м, которые затопили главную улицу из дощатого настила вдоль набережной и дома на побережье. Город подняли выше, позже выложенная из досок улица известна как «новая дощатая улица».
В Селдовии промышляли охотой на лисиц, сбором ягод, торговлей рыбой и большими крабами, лесозаготовкой, добычей полезных ископаемых. Сегодня в заливе Качемак и соседних водах любителям порыбачить сдаются в аренду прокатные лодки.

30 августа 1972 года открылась английская школа (1-12 классы).

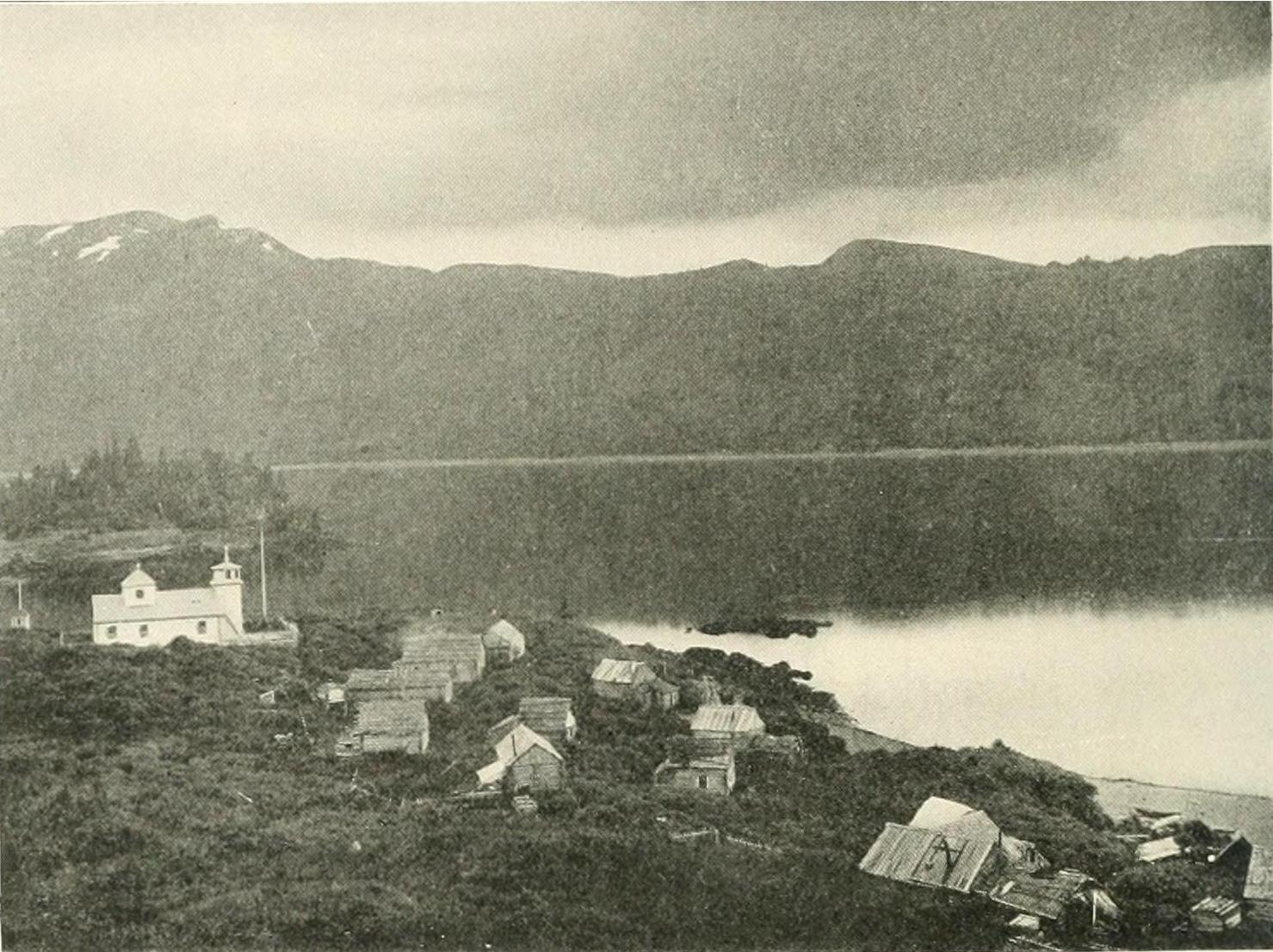
Селдовия в начале XX века
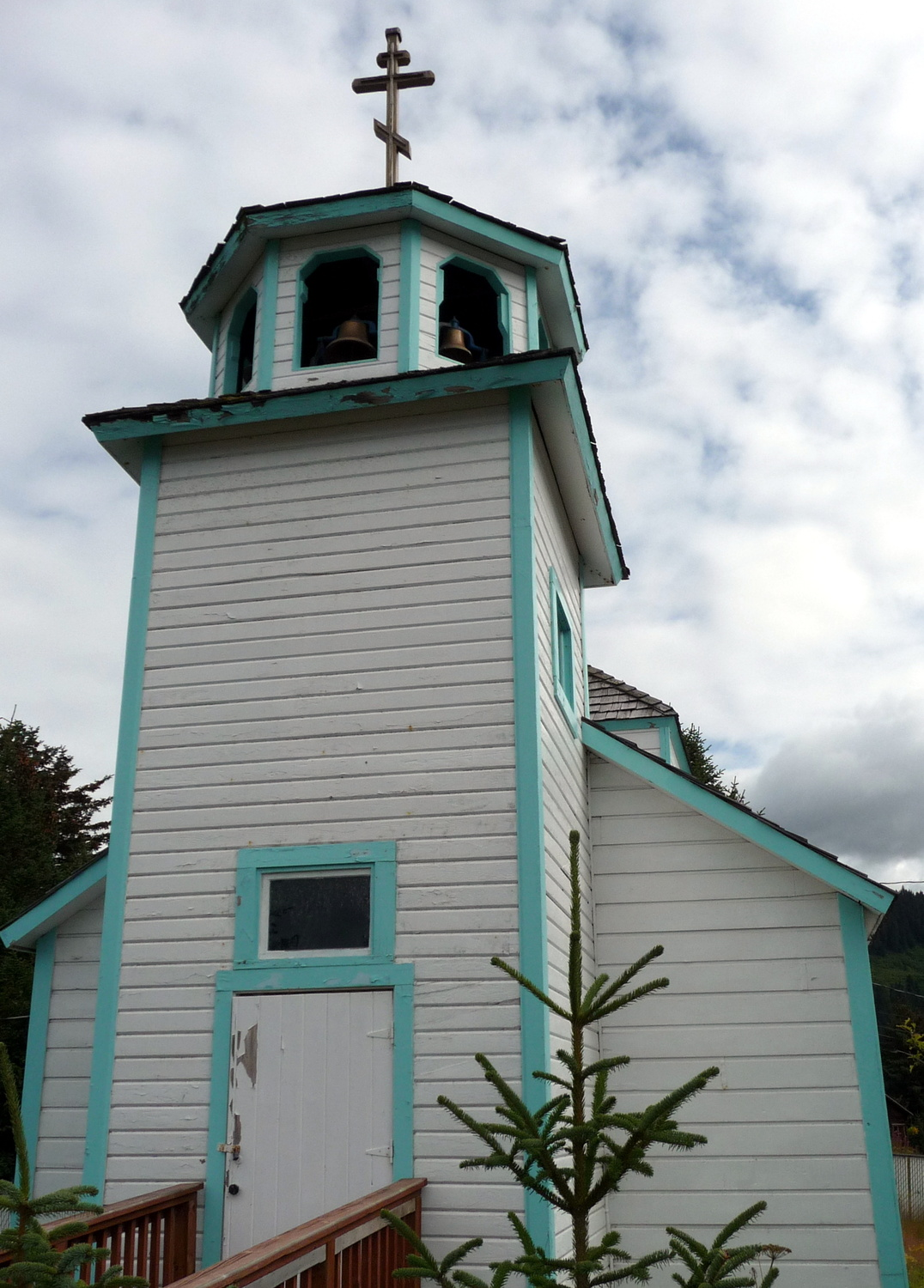
Православная церковь Св.Николая
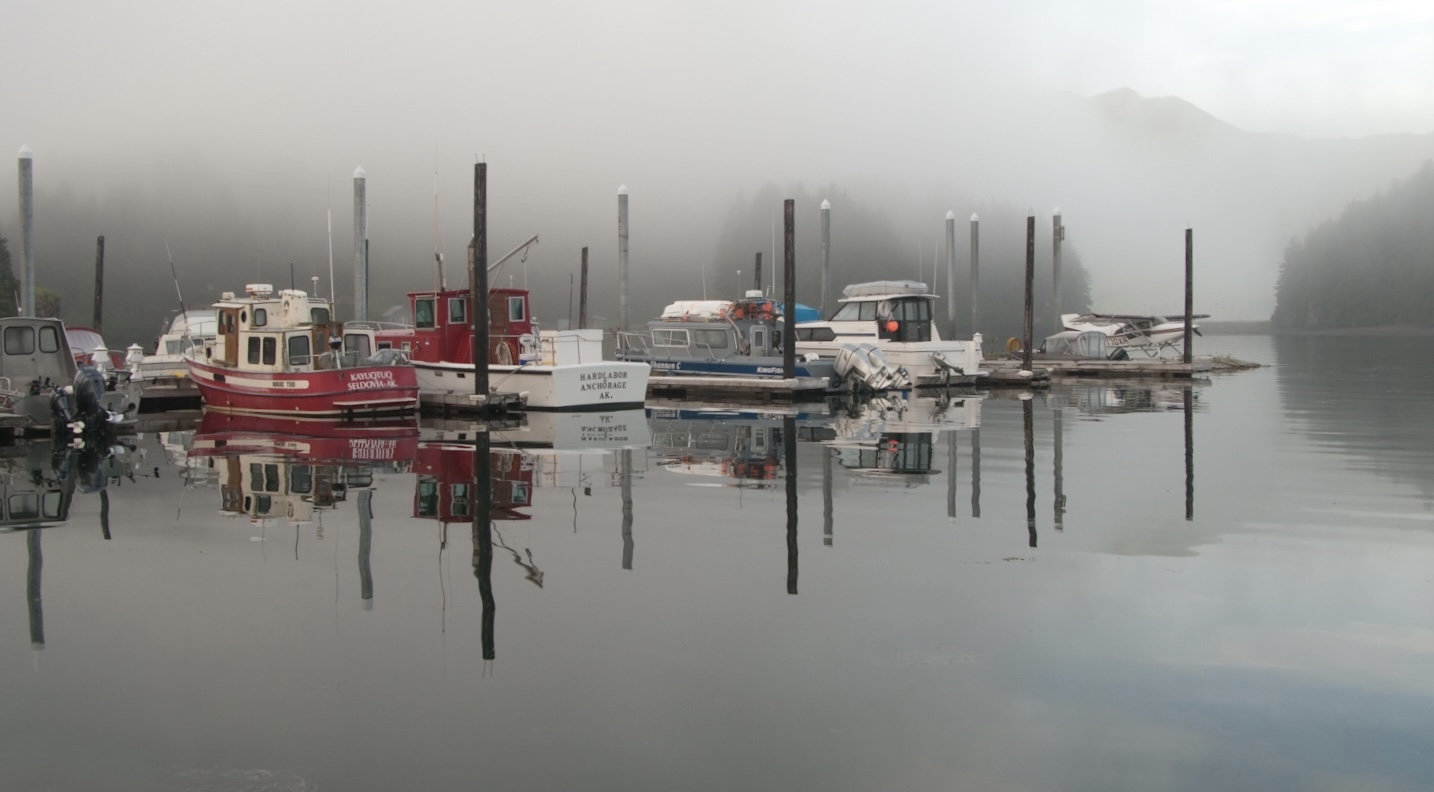
Гавань
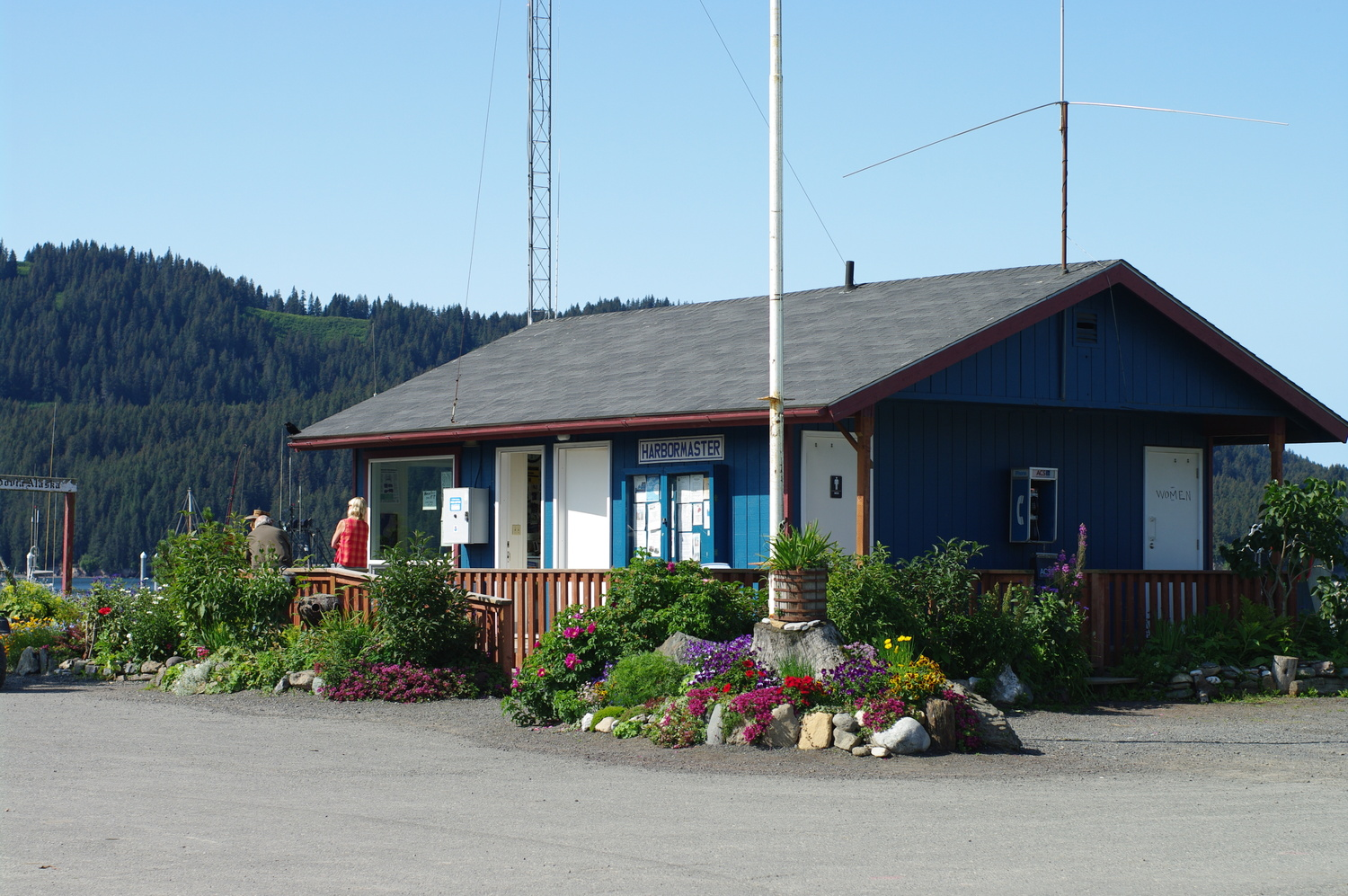
Здание начальника порта
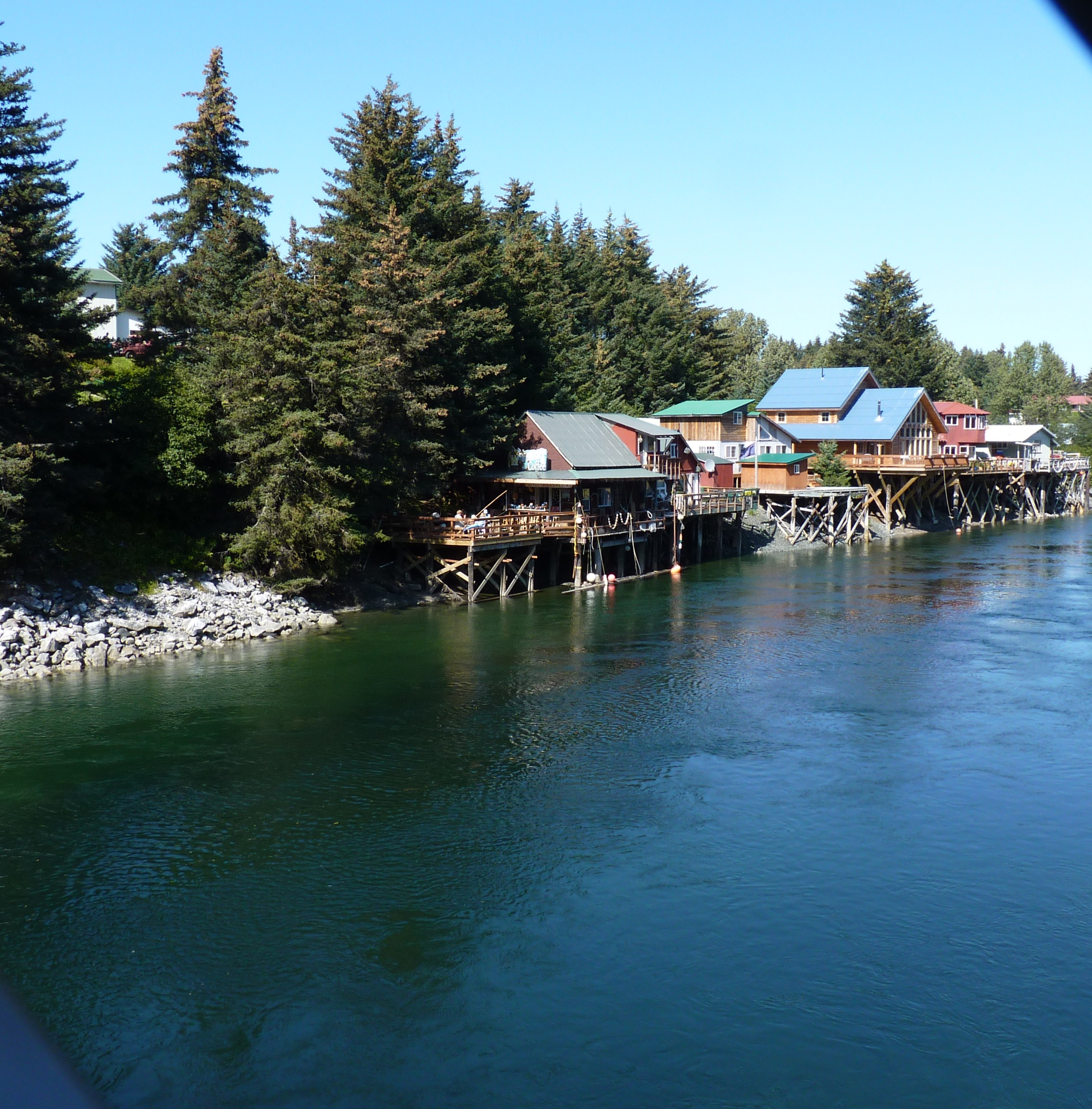
Центр города

## Демографическая картина
По данным переписи 2010 года в городе насчитывалось 255 человек, 121 домашнее хозяйство, 66 семей. Расовый состав города составлял 72,5 % белых, 1,2 % чернокожих или афроамериканцев, 13,7 % коренных американцев, 1,2 % азиатов, 11,4 % смешанный, 3,9 % латиноамериканцев.
Возраст населения: 20,0 % — до 18 лет; 3,6 % — 18-24 года; 21,2 % — 25-44 года; 37,2 % — 45-64 года; 18,1 % — 65 лет и старше. Средний возраст составил 48,2 года. На каждых 100 женщин приходилось 104 мужчины. На каждых 100 женщин от 18 лет и старше приходилось 114,7 мужчин.
Средний доход домохозяйств составлял $50 313, для семьи — $68 750. Средний доход мужского населения — $61 875, а женщин — $21 667. Около 1,7 % семей и 8,7 % населения находятся за чертой бедности, из которых 2,2 % — моложе 18 лет, а 1,9 % — старше 65.

## Выдающие уроженцы
- Нелл Скотт — первая женщина, избранная в территориальный законодательный орган Аляски;
- Дана Стабенов — писатель.

## В литературе
В детской приключенческой книге Pugs of the Frozen North город Селдовия послужил прототипом для города Сноудовия.